# Syagrus romanzoffiana
Syagrus romanzoffiana (früher Cocos plumosa Hook.f.) ist eine Pflanzenart aus der Gattung Syagrus in der Unterfamilie Arecoideae innerhalb der Familie der Palmengewächse (Arecaceae). Sie ist in Südamerika ursprünglich in Argentinien, Brasilien, Paraguay, Uruguay und Bolivien verbreitet. In Brasilien wird die Palme Gerivá oder Jerivá  genannt.

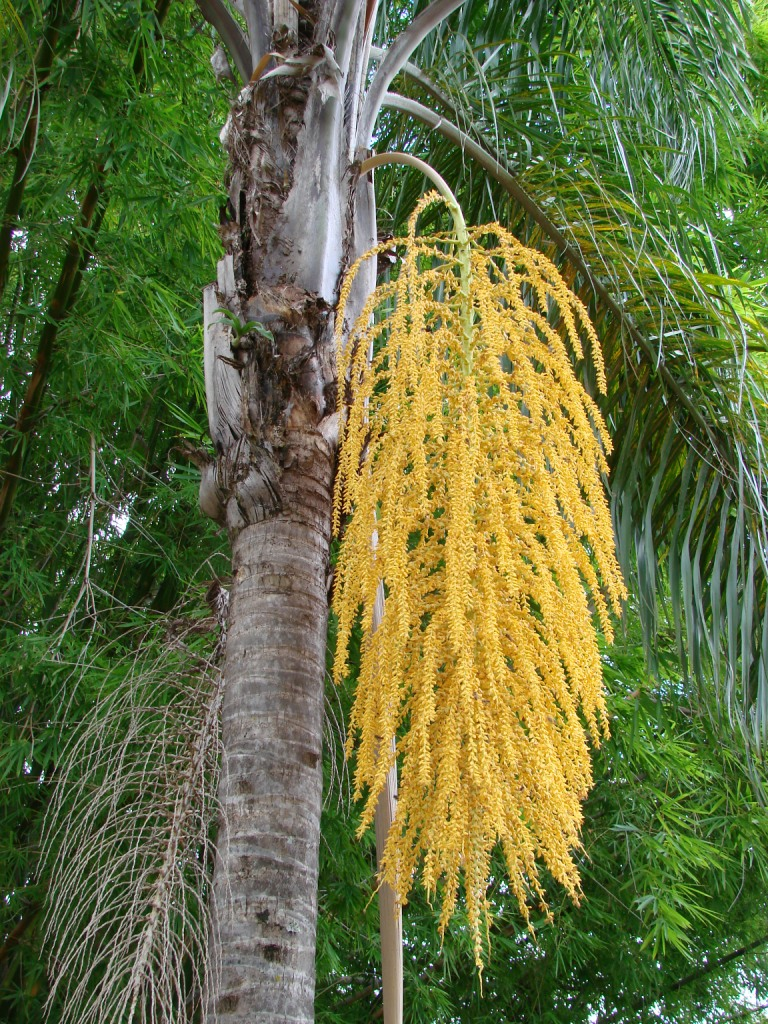
Blütenstand

## Beschreibung

### Vegetative Merkmale
Syagrus romanzoffiana erreicht eine Höhe von 10 bis 15 Meter oder mehr und einen Durchmesser von 35 bis 50 Zentimeter. Die Blätter sind einfach gefiedert und tragen an jeder Seite der 2,5 bis 4,4 Meter langen Blattspindel (Rhachis) 150 bis 200 Blättchen.

### Generative Merkmale
Der verzweigte Blütenstand mit 80 bis 280 Zweigen erreicht eine Länge von bis zu 1,5 Meter und enthält zahlreiche kleine gelbe, getrenntgeschlechtige Blüten. Die eiförmigen, gelben bis orangefarbenen Früchte messen 2 bis 3 Zentimeter in der Länge und 1 bis 2 Zentimeter im Durchmesser.
Die Frucht hat einen grauen, kleinen Kern, der optisch einer Kokosnuss ähnelt und nicht größer als 3 Zentimeter ist. Ein Fruchtstand mit je 100 Samen wiegt circa 1 Kilogramm. Das Gesamtgewicht der Früchte pro Pflanze kann um die 140 Kilogramm betragen. Die Pflanzen können zu verschiedenen Zeiten des Jahres blühen und Früchte bilden, dies ist von der Region abhängig. Der Same keimt nach 100 bis 150 Tagen, wobei die Samen eine Keimungsrate von 50 bis 79 Prozent aufweisen.

## Verbreitung und Nutzung
Syagrus romanzoffiana gedeiht in den Subtropen und verträgt Temperaturen von 0 °C bis 40 °C. Sie wird in subtropischen und tropischen Gebieten fast weltweit in Parks und Gärten als Zierpflanze verwendet. In Australien, Honduras und auf Mauritius gilt S. romanzoffiana als invasive Pflanzenart. In Mitteleuropa und Deutschland wird sie selten angeboten und man findet sie auch kaum in Kultur.
Diverse Tiere nutzen die Frucht als Nahrung. Die Frucht ist auf Grund ihrer süßlichen Schleimstoffe vor allem bei Rotsteißpapageien, Guyana-Hörnchen und Hunden, aber auch bei Kindern beliebt. Die Früchte werden allgemein auch als Tierfutter verwendet. Beispielsweise wurden die Bäume im brasilianischen Bundesstaat Santa Catarina rund um Schweinegehege gepflanzt, damit die herabfallenden Früchte den Tieren über Monate hinweg zur Nahrung dienen konnten. Dies trug der Pflanze und den Früchten dort den Volksnamen „Schweinenuss“ (coco-de-porco) ein.
Das Palmherz wird für die Produktion von Lebensmitteln verwendet.

## Taxonomie
Syagrus romanzoffiana wurde 1822 von Adelbert von Chamisso in Choris Voy. Pittor. (Chili) Seite 5, Tafel 6 und 6bis als Cocos romanzoffiana erstbeschrieben. Die Art wurde 1968 von Sidney Fredrick Glassman in Fieldiana. Botany Band 31, Seite 382 als Syagrus romanzoffiana (Cham.) Glassman in die Gattung Syagrus gestellt. Das Artepitheton romanzoffiana ehrt den russischen Fürsten und finanziellen Förderer von Adelbert von Chamisso, Nikolai Petrowitsch Rumjanzew.

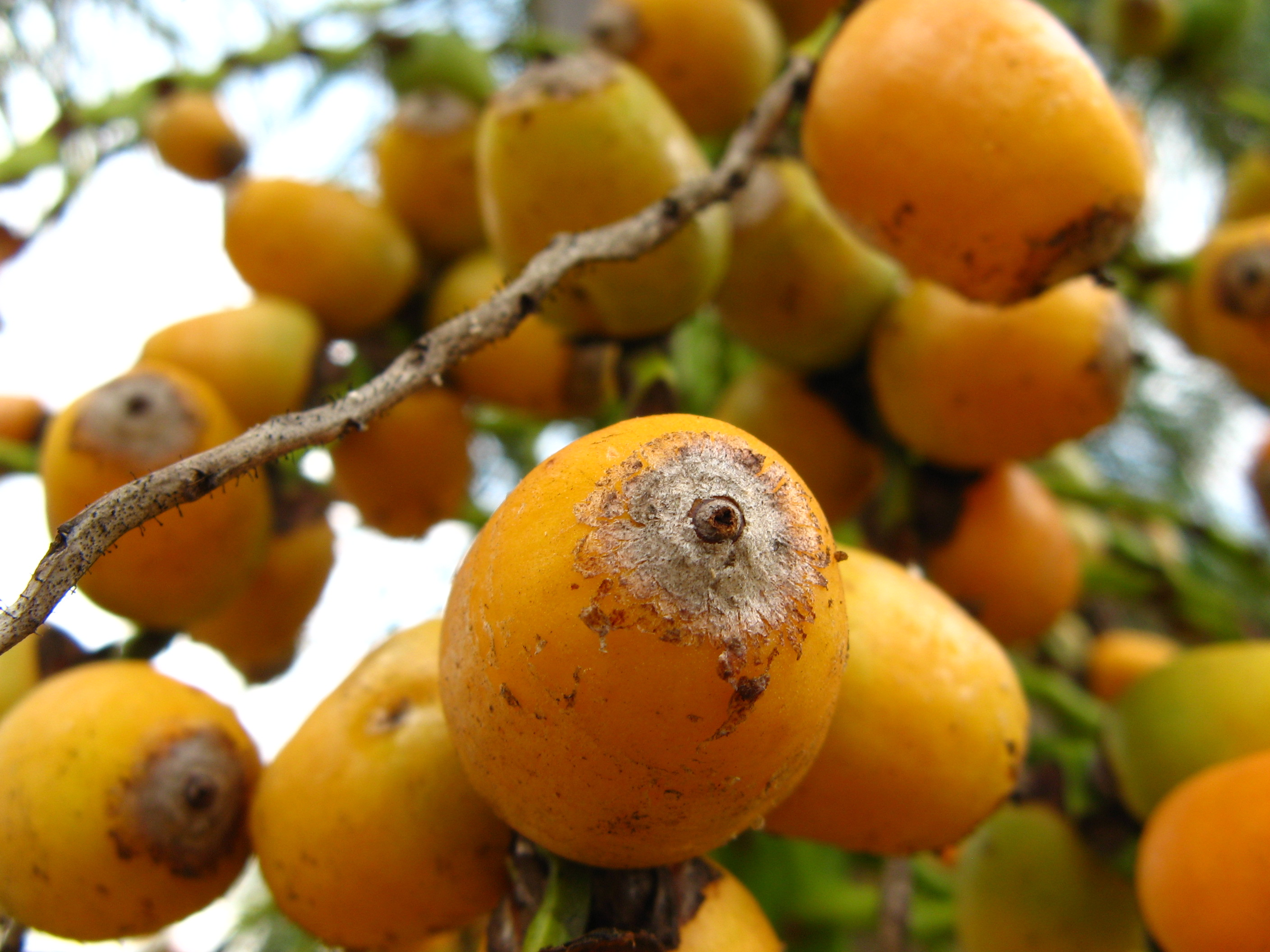
Früchte
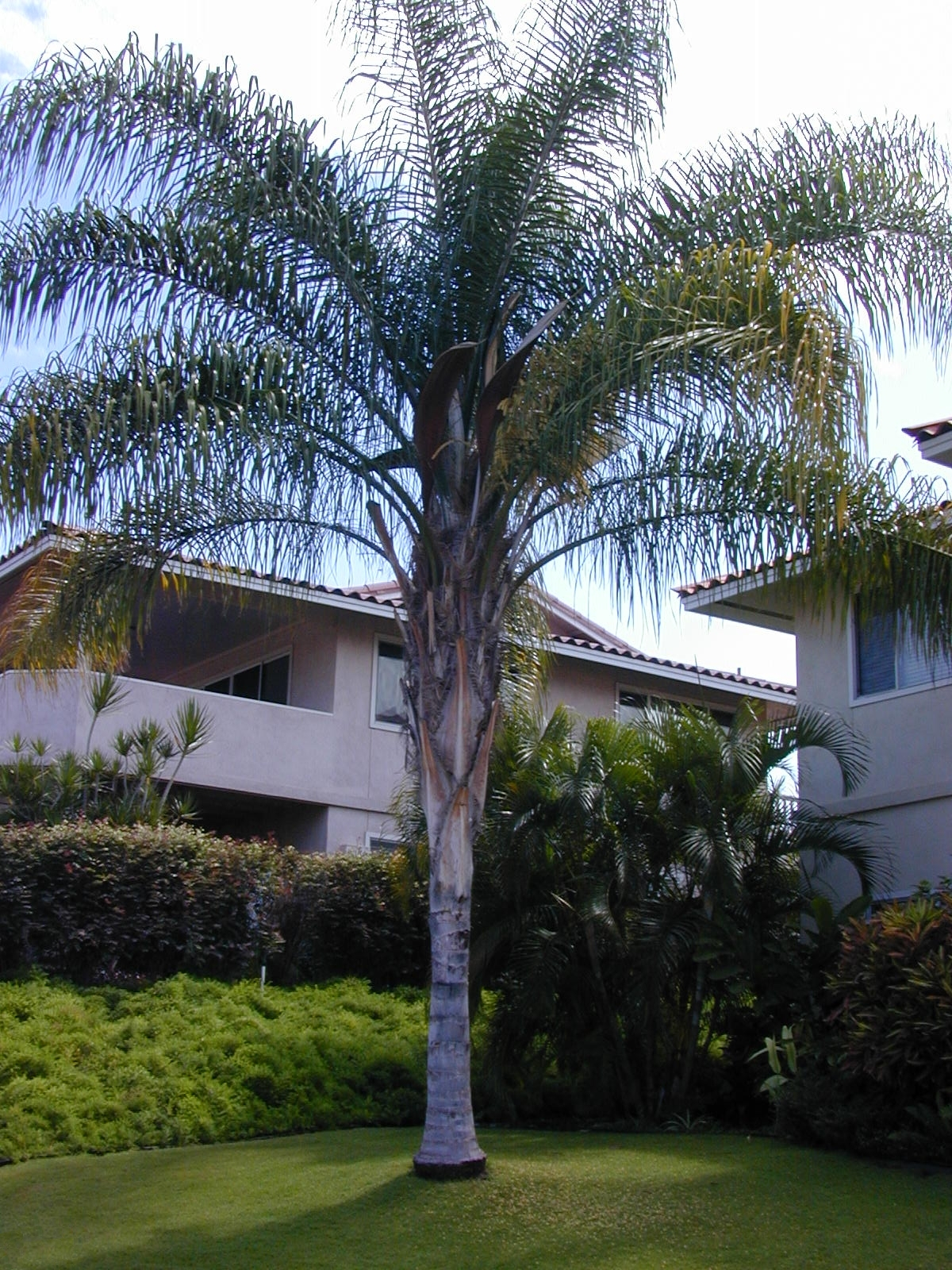
Syagrus romanzoffiana als Zierpflanze im Vorgarten
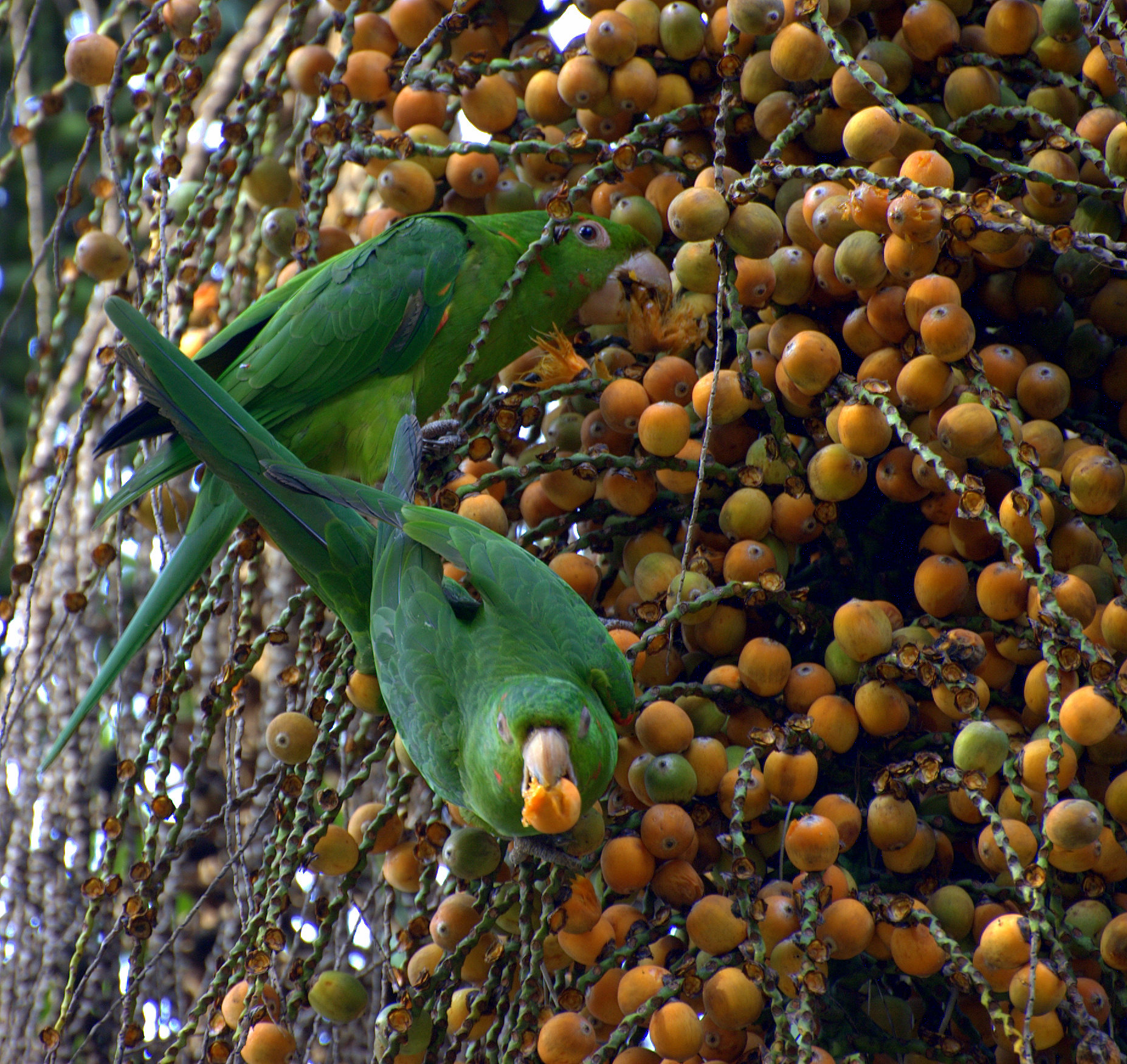
Pavuasittiche (Aratinga leucophthalmus) beim Fressen der Früchte